# Filip Fiers
Filip Fiers (26 mei 1969) is een voormalig Belgische voetballer. Fiers wordt beschouwd als fysiek sterke spits, en speelde bij Sporting Lokeren, Eendracht Zele, Sporting Charleroi, AA Gent, STVV, Rapid Lebbeke en opnieuw Eendracht Zele.
Fiers was al 26 toen hij debuteerde in de Belgische eerste klasse. Sporting Charleroi haalde de diepe spits weg bij vierdeklasser Eendracht Zele. Hij paste zich snel aan en speelde twee goede seizoenen. De transfer naar het ambitieuze AA Gent was een stap vooruit, maar Fiers vond nooit zijn draai bij de Oost-Vlaamse club en speelde vaak bij de reserven. Na één seizoen was het avontuur bij AA Gent alweer voorbij. Het is bij Sint-Truiden dat Fiers zijn beste voetbal speelde. De gemoedelijke sfeer deed hem deugd. Hij kreeg volop zijn kans in zijn eerste seizoen en hij bedankte met 15 goals. Hij was daarmee de beste Belgische doelschutter voor Sint-Truiden in de Belgische competitie. Het volgende seizoen scoorde hij tien keer. Door Koen Schockaert en Désiré Mbonabucya belandde Fiers regelmatig op de bank. Hij scoorde in zijn derde seizoen bij STVV vijf keer. Door zijn inzet en efficiënte in de grote rechthoek was hij erg populair bij de Truiense supporters. Hij kon de grootste kansen de nek omwringen en anderzijds de meest onmogelijke doelpunten maken. Nadat hij Sint-Truiden verliet, speelde Fiers bij verschillende clubs op een lager niveau.

## Clubs in eerste klasse
| Seizoen | Club               |
| ------- | ------------------ |
| 1995/96 | Sporting Charleroi |
| 1996/97 | Sporting Charleroi |
| 1997/98 | AA Gent            |
| 1998/99 | Sint-Truiden VV    |
| 1999/00 | Sint-Truiden VV    |
| 2000/01 | Sint-Truiden VV    |